# Tetraneura brachytricha
Tetraneura brachytricha är en insektsart. Tetraneura brachytricha ingår i släktet Tetraneura och familjen långrörsbladlöss. Inga underarter finns listade i Catalogue of Life.